# UCI Cyclo-cross World Cup
| Eli Iserbyt i världscupens ledartröja 2023. |  | Leonie Bentveld i U23-ledartröjan 2023. |
| Eli Iserbyt i världscupens ledartröja 2023. |  | Leonie Bentveld i U23-ledartröjan 2023. |

UCI Cyclo-cross World Cup är en världscup i cykelcross som instiftades 1993 av Union Cycliste Internationale för herrar och avhålls vintersäsongsvis från (september)oktober(november) till januari(februari). Antalet ingående deltävlingar har varierat från fem till femton under årens gång (antalet är maximerat till 16), varav huvuddelen, ofta samtliga, avhålls i Europa, särskilt i Belgien. Säsongen 2002/2003 infördes även en damklass, 2004/2005 tillkom U23 herrar (separata lopp eller integrerad i loppen för herrelit) och herrjuniorer, medan U23 damer infördes 2018/2019 (avhålls ej från 2025/2026) och damjuniorer 2020/2021. Med undantag för de fyra säsonerna 2004/2005 till 2007/2008 har en slutvinnare utsetts på poäng erhållna i deltävlingarna, i vilka segraren får 40, tvåan 30, trean 25, fyran 22, femman 21 och sedan vidare en poäng mindre per placering ner till 25:e plats (vilken ger 1 poäng). Parallellt med den individuella världscupen pågår även en nationscup, där poängen för de tre högst placerade från varje nation läggs samman. Ledaren av världscupen i respektive klass skall köra i den speciella ledartröjan vid världscuptävlingar (men får ej göra det i andra tävlingar).
Under de 32 första upplagorna, till och med säsongen 2024/2025, har sammanlagt 261 lopp körts i världscupen i 13 olika länder (12 av dem europeiska, de 13 loppen i USA är enda undantagen) på 68 olika platser. Flest lopp har gått i:
| Koksijde       |  | 19 |
| Hoogerheide    |  | 18 |
| Tábor          |  | 16 |
| Heusden-Zolder |  | 13 |
| Namur          |  | 13 |

| Nommay    |  | 12 |
| Igorre    |  | 11 |
| Kalmthout |  | 8  |
| Pijnacker |  | 6  |
| Waterloo  |  | 6  |

| Pontchâteau |  | 5 |
| Wetzikon    |  | 5 |
| Milano      |  | 5 |
| Iowa City   |  | 5 |
| Hulst       |  | 5 |

Flest slutsegrar, tre var, har bland herrarna Richard Groenendaal, Sven Nys och Wout van Aert, medan Daphny van den Brand, Sanne Cant och Lucinda Brand också har tre var hos damerna.

## Resultat
| Säsong               | Del- tävl. | Herrar                    | Herrar                    | Herrar                    |           | Damer                     | Damer                     | Damer                     |
| Säsong               | Del- tävl. | Vinnare                   | Tvåa                      | Trea                      | Vinnare   | Tvåa                      | Trea                      |                           |
| 1993/1994            | 5          | Paul Herijgers            | Danny De Bie              | Marc Janssens             | ej införd | ej införd                 | ej införd                 |                           |
| 1994/1995            | 5          | Daniele Pontoni           | Dominique Arnould         | Radomír Šimůnek           | ej införd | ej införd                 | ej införd                 |                           |
| 1995/1996            | 7          | Luca Bramati              | Richard Groenendaal       | Beat Wabel                | ej införd | ej införd                 | ej införd                 |                           |
| 1996/1997            | 6          | Adrie van der Poel        | Richard Groenendaal       | Marc Janssens             | ej införd | ej införd                 | ej införd                 |                           |
| 1997/1998            | 6          | Richard Groenendaal       | Adrie van der Poel        | Daniele Pontoni           | ej införd | ej införd                 | ej införd                 |                           |
| 1998/1999            | 6          | Mario De Clercq           | Daniele Pontoni           | Sven Nys                  | ej införd | ej införd                 | ej införd                 |                           |
| 1999/2000            | 6          | Sven Nys                  | Richard Groenendaal       | Mario De Clercq           | ej införd | ej införd                 | ej införd                 |                           |
| 2000/2001            | 6          | Richard Groenendaal       | Bart Wellens              | Mario De Clercq           | ej införd | ej införd                 | ej införd                 |                           |
| 2001/2002            | 6          | Sven Nys                  | Mario De Clercq           | Bart Wellens              | ej införd | ej införd                 | ej införd                 |                           |
| 2002/2003            | 5          | Bart Wellens              | Sven Nys                  | Mario De Clercq           |           | Daphny van den Brand      | Hilde Quintens            | Anja Nobus                |
| 2003/2004            | 6          | Richard Groenendaal       | Sven Nys                  | Bart Wellens              |           | Hanka Kupfernagel         | Marianne Vos              | Maryline Salvetat         |
| 2004/2005- 2007/2008 |            | Ingen individuell tävling | Ingen individuell tävling | Ingen individuell tävling |           | Ingen individuell tävling | Ingen individuell tävling | Ingen individuell tävling |
| 2008/2009            | 8          | Sven Nys                  | Bart Wellens              | Zdeněk Štybar             |           | Hanka Kupfernagel         | Daphny van den Brand      | Katherine Compton         |
| 2009/2010            | 10         | Zdeněk Štybar             | Niels Albert              | Sven Nys                  |           | Daphny van den Brand      | Marianne Vos              | Sanne van Paassen         |
| 2010/2011            | 8          | Niels Albert              | Kevin Pauwels             | Sven Nys                  |           | Sanne van Paassen         | Katherine Compton         | Marianne Vos              |
| 2011/2012            | 8          | Kevin Pauwels             | Sven Nys                  | Zdeněk Štybar             |           | Daphny van den Brand      | Marianne Vos              | Katherine Compton         |
| 2012/2013            | 8          | Niels Albert              | Kevin Pauwels             | Sven Nys                  |           | Katherine Compton         | Sanne van Paassen         | Nikki Harris              |
| 2013/2014            | 7          | Lars van der Haar         | Philipp Walsleben         | Niels Albert              |           | Katherine Compton         | Nikki Harris              | Marianne Vos              |
| 2014/2015            | 6          | Kevin Pauwels             | Lars van der Haar         | Corné van Kessel          |           | Sanne Cant                | Ellen Van Loy             | Katherine Compton         |
| 2015/2016            | 7          | Wout van Aert             | Lars van der Haar         | Kevin Pauwels             |           | Sanne Cant                | Eva Lechner               | Nikki Harris              |
| 2016/2017            | 9          | Wout van Aert             | Kevin Pauwels             | Tom Meeusen               |           | Sophie de Boer            | Sanne Cant                | Kateřina Nash             |
| 2017/2018            | 9          | Mathieu van der Poel      | Wout van Aert             | Toon Aerts                |           | Sanne Cant                | Kaitlin Keough            | Eva Lechner               |
| 2018/2019            | 9          | Toon Aerts                | Wout van Aert             | Mathieu van der Poel      |           | Marianne Vos              | Sanne Cant                | Annemarie Worst           |
| 2019/2020            | 9          | Toon Aerts                | Eli Iserbyt               | Michael Vanthourenhout    |           | Annemarie Worst           | Ceylin Alvarado           | Kateřina Nash             |
| 2020/2021            | 14 5       | Wout van Aert             | Mathieu van der Poel      | Michael Vanthourenhout    |           | Lucinda Brand             | Ceylin Alvarado           | Denise Betsema            |
| 2021/2022            | 16 15      | Eli Iserbyt               | Michael Vanthourenhout    | Toon Aerts                |           | Lucinda Brand             | Denise Betsema            | Puck Pieterse             |
| 2022/2023            | 14         | Laurens Sweeck            | Michael Vanthourenhout    | Eli Iserbyt               |           | Fem van Empel             | Puck Pieterse             | Shirin van Anrooij        |
| 2023/2024            | 14         | Eli Iserbyt               | Joris Nieuwenhuis         | Pim Ronhaar               |           | Ceylin Alvarado           | Puck Pieterse             | Lucinda Brand             |
| 2024/2025            | 12 11      | Michael Vanthourenhout    | Toon Aerts                | Joran Wyseure             |           | Lucinda Brand             | Fem van Empel             | Blanka Vas                |